# Клоувер Тауншип (округ Джефферсон, Пенсільванія)
Клоувер Тауншип (англ. Clover Township) — селище (англ. township) в США, в окрузі Джефферсон штату Пенсільванія. Населення — 432 особи (2020).

## Демографія
Згідно з переписом 2010 року, у селищі мешкало 448 осіб у 190 домогосподарствах у складі 139 родин. Було 225 помешкань
Расовий склад населення:
| - 99,3 % — білих |

До двох чи більше рас належало 0,7 %. Частка іспаномовних становила 0,7 % від усіх жителів.
За віковим діапазоном населення розподілялося таким чином: 18,7 % — особи молодші 18 років, 64,3 % — особи у віці 18—64 років, 17,0 % — особи у віці 65 років та старші. Медіана віку мешканця становила 46,4 року. На 100 осіб жіночої статі у селищі припадало 100,9 чоловіків;  на 100 жінок у віці від 18 років та старших — 103,4 чоловіків також старших 18 років.
Середній дохід на одне домашнє господарство  становив 59 242 долари США (медіана — 44 583), а середній дохід на одну сім'ю — 68 538 доларів (медіана — 52 292). За межею бідності перебувало 8,7 % осіб, у тому числі 7,5 % дітей у віці до 18 років та 9,1 % осіб у віці 65 років та старших.
Цивільне працевлаштоване населення становило 225 осіб. Основні галузі зайнятості: освіта, охорона здоров'я та соціальна допомога — 24,4 %, роздрібна торгівля — 16,9 %, виробництво — 14,7 %.